# Campo elétrico
Um campo elétrico (AO 1945: campo eléctrico) é o campo de força provocado pela ação de cargas elétricas, (elétrons, prótons ou íons) ou por sistemas delas. Cargas elétricas colocadas num campo elétrico estão sujeitas à ação de forças elétricas, de atração e repulsão.
A equação usada para se calcular a intensidade do vetor campo elétrico (E) é dada pela relação entre a força elétrica (F) e a carga de prova (q):
{\displaystyle \mathbf {E} ={\frac {\mathbf {F} }{|q|}}}
O campo elétrico pode ser definido pelo negativo do gradiente do potencial elétrico:
{\displaystyle {\vec {E}}=-{\vec {\nabla }}V}
Unidade no Sistema Internacional de Unidades:
{\displaystyle [E]={\frac {N}{C}}\qquad (N/C)}

Onde  N é a unidade de força (Newton) e C a unidade de carga (Coulomb).

## História
Os estudos a respeito da eletricidade estática, criadora dos campos elétricos, remontam ao filósofo grego Tales de Mileto no século VI a.C.. O filósofo e estudioso da natureza descreveu o fenômeno que consiste em uma barra de âmbar (seiva petrificada) que atrai pequenos objetos depois de atritada com uma pele de coelho. No cotidiano, é o mesmo que esfregar uma caneta de plástico (material isolante) contra um pano ou o próprio cabelo. Em ambas as situações, o objeto fica eletricamente carregado.
A explicação da força entre partículas através da existência de um campo vem desde a época em que foi desenvolvida a teoria da gravitação universal. A dificuldade em aceitar que uma partícula possa afetar outra partícula distante, sem existir nenhum contato entre elas, foi ultrapassada na física clássica com o conceito do campo de força. No caso da força eletrostática, o campo mediador que transmite a força eletrostática foi designado por éter; a luz seria uma onda que se propaga nesse éter lumínico. No século XIX foram realizadas várias experiências para detectar a presença do éter, sem nenhum sucesso.
No fim do século chegou-se à conclusão de que não existe tal éter. No entanto, o campo elétrico tem existência física, no sentido de que transporta energia e que pode subsistir até após desaparecerem as cargas que o produzem. Na física quântica a interação elétrica é explicada como uma troca de partículas mediadoras da força, que são as mesmas partículas da luz, os fotões. Cada carga lança alguns fotões que são absorvidos pela outra carga; no entanto, neste artigo falaremos sobre a teoria clássica do campo, onde o campo é como um fluido invisível que arrasta as cargas elétricas.

## Vetor campo elétrico

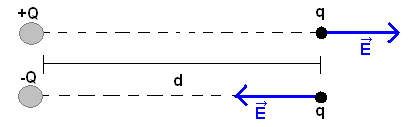
Campo elétrico gerado pela carga Q

O campo elétrico em um ponto é uma grandeza vetorial, portanto é representado por um vetor. Para verificarmos a sua presença neste ponto, colocamos neste uma carga de prova positiva. Se esta ficar sujeita a uma força eletrostática, dizemos que a região em que a carga se encontra está sujeita a um campo elétrico. O vetor campo elétrico tem sempre a mesma direção da força a que a carga está sujeita e, no caso da carga ser positiva, o mesmo sentido. Se negativa o oposto. O módulo é calculado da seguinte forma:
{\displaystyle {\vec {E}}={\frac {\vec {F}}{q}}} onde, caso a carga seja puntiforme, {\displaystyle |{\vec {F}}|={\frac {k.|Q|.|q|}{d^{2}}}}  (lei de Coulomb)
O módulo do vetor campo elétrico pode ser definido por:
{\displaystyle E={\frac {F}{q}}}
Substituindo {\displaystyle F\Rightarrow E={\frac {k.|Q|}{d^{2}}}}
{\displaystyle k={\frac {1}{4\pi \varepsilon _{0}}}=8,99\times 10^{9}}, é a constante de Coulomb ou constante eletrostática do meio e {\displaystyle \varepsilon _{0}=8,85\times 10^{-12}} é a constante de permissividade do vácuo.
Nota-se, por essa expressão, que o campo elétrico gerado por uma carga em um ponto é diretamente proporcional ao seu valor e inversamente proporcional ao quadrado da distância.

## Campo elétrico devido a uma carga elétrica
O campo elétrico sempre "nasce" nas cargas positivas (vetor) e "morre" nas cargas negativas. Isso explica o sentido do vetor mencionado acima. Quando duas cargas positivas são colocadas próximas uma da outra, o campo elétrico é de afastamento, gerando uma região entre as duas cargas isenta de campo elétrico. O mesmo ocorre para cargas negativas, com a diferença de o campo elétrico ser de aproximação. Já quando são colocadas próximas uma carga positiva e uma negativa, o campo "nasce" na primeira, e "morre" na segunda.
Na equação: F = k.Q.q/d² , k é a constante eletrostática do meio e não a constante dielétrica.

## Campo elétrico uniforme
É definido como uma região em que todos os pontos possuem o mesmo vetor campo elétrico em módulo, direção e sentido. Sendo assim, as linhas de força são paralelas e equidistantes.
Para produzir um campo com essas características, basta utilizar duas placas planas e paralelas eletrizadas com cargas de mesmo módulo e sinais opostos. Um capacitor plano de placas paralelas pode ser citado como exemplo de criador de um campo elétrico uniforme.

## Linhas de força
As cargas de prova positivas encontram-se em movimento dentro de um campo elétrico. A partir da trajetória dessas cargas, traçam-se linhas que são denominadas linhas de força, que têm as seguintes propriedades:
1. Saem de cargas positivas e entram nas cargas negativas;
2. As linhas são tangenciadas pelo campo elétrico;
3. Duas linhas de força nunca se cruzam;
4. A intensidade do campo elétrico é proporcional à concentração das linhas de força.

## Campo elétrico gerado por uma esfera oca condutora
Quando uma esfera está eletrizada, as cargas em excesso repelem-se mutuamente e por isso migram para a superfície externa da esfera, atingindo o equilíbrio eletrostático. Assim, o campo elétrico dentro da esfera (em equilíbrio eletrostático) é nulo.
1. {\displaystyle E_{i}=0\quad } (No interior da Esfera)
2. {\displaystyle E={\frac {k\cdot Q}{R^{2}}}} (superfície exterior próxima da esfera)
3. {\displaystyle E={\frac {k\cdot Q}{(R+d)^{2}}}} (distante da esfera), onde R é o raio da esfera.

## Campo elétrico produzido por cargas pontuais
A equação para o módulo do campo produzido por uma carga pontual pode ser escrita de forma vetorial. Se a carga Q estiver na origem, o resultado obtido é:
{\displaystyle {\vec {E}}={\frac {k\,Q}{r^{2}}}{\vec {e}}_{r}}

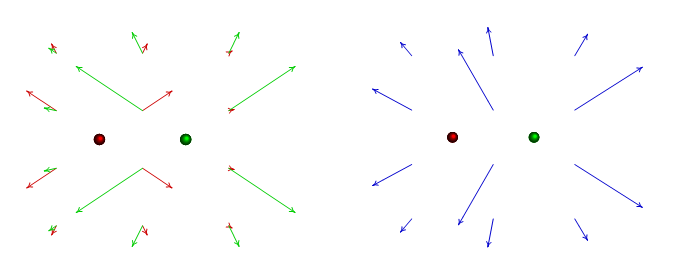
Campos produzidos por duas cargas de 4 nC e 9 nC em alguns pontos (lado esquerdo) e o campo resultante nesses pontos (lado direito)

sendo r a distância até a origem, e {\displaystyle {\vec {e}}_{r}} o vetor unitário que aponta na direção radial, afastando-se da carga. 
Se a carga for negativa, a equação anterior continua válida, dando um vetor que aponta no sentido oposto de {\displaystyle {\vec {e}}_{r}} (campo atrativo).
O vetor unitário {\displaystyle {\vec {e}}_{r}} calcula-se dividindo o vetor posição {\displaystyle {\vec {r}}} pelo seu módulo,  r. 
Se a carga não estiver na origem mas numa posição {\displaystyle {\vec {r}}_{1}} a equação acima pode ser generalizada facilmente, dando o resultado:
{\displaystyle {\vec {E}}={\frac {k\,Q({\vec {r}}-{\vec {r}}_{1})}{\left|{\vec {r}}-{\vec {r}}_{1}\right|^{3}}}}
O campo produzido por um sistema de cargas pontuais obtém-se somando vetorialmente os campos produzidos por cada uma das cargas. 
Por exemplo o lado esquerdo na figura acima à direita mostra os campos produzidos por duas cargas pontuais de 4 nC e 9 nC em alguns pontos. O lado direito mostra o campo resultante, obtido somando vetorialmente os dois campos.
A equação anterior pode ser generalizada para um sistema de n cargas pontuais. Vamos escrever a equação explicitamente, em função das coordenadas cartesianas no plano xy (a generalização para o espaço xyz será evidente). 
Se as cargas {\displaystyle q_{1},q_{2},...,q_{n}}estiverem nos pontos {\displaystyle (x_{1},y_{1}),(x_{2},y_{2}),...,(x_{n},y_{n}),} , o resultado é:
{\displaystyle {\vec {E}}=\sum _{i=1}^{n}{\Bigg [}{\frac {k\,q_{i}\,(x-x_{i})}{[(x-x_{i})^{2}+(y-y_{i})^{2}]^{3/2}}}{\Bigg ]}\,{\vec {e}}_{x}+\sum _{i=1}^{n}{\Bigg [}{\frac {k\,q_{i}\,(y-y_{i})}{[(x-x_{i})^{2}+(y-y_{i})^{2}]^{3/2}}}{\Bigg ]}\,{\vec {e}}_{y}}

## Lei de Gauss no campo

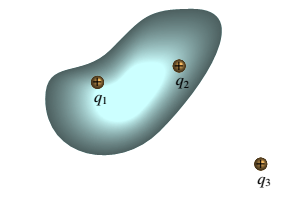
O fluxo elétrico através da superfície fechada depende unicamente da carga interna, neste caso q1 + q2.

O fluxo elétrico produzido por várias cargas pontuais, através de uma superfície fechada, é igual à soma dos fluxos produzidos por cada uma das cargas. O fluxo das cargas pontuais que estejam fora da superfície fechada será nulo, e o fluxo das cargas que estejam dentro da superfície será {\displaystyle 4\,\pi \,k} vezes o valor da carga. Por exemplo, no caso da figura abaixo, unicamente as duas cargas {\displaystyle q_{1}} e {\displaystyle q_{2}} produzem fluxo, porque a carga  {\displaystyle q_{3}} encontra-se fora da superfície. 
O fluxo total é:
{\displaystyle \Phi _{\mathrm {e} }=4\,\pi \,k\left(q_{1}+q_{2}\right)}
O resultado do exemplo da figura acima pode ser generalizado para qualquer sistema de cargas e qualquer superfície fechada, e é designado de Lei de Gauss:
O fluxo através de qualquer superfície fechada é igual à carga total no interior da superfície, multiplicada por {\displaystyle 4\,\pi \,k}
Em termos matemáticos, a lei de Gauss determina que o fluxo elétrico através de qualquer superfície fechada é:
{\displaystyle {\Phi _{\mathrm {e} }=4\,\pi \,k\,q_{\text{int}}}}
Se a carga total no interior for positiva, o fluxo será positivo, indicando que há linhas de campo a saírem da superfície. Se a carga interna total for negativa, o fluxo é negativo porque há linhas de campo a entrar na superfície.
O fluxo elétrico total à volta de uma carga pontual é diretamente proporcional à carga. Em alguns casos é possível desenhar um número de linhas de campo proporcional à carga, para dar uma ideia mais aproximada do valor do fluxo em diferentes regiões; por exemplo, na figura anterior foram desenhadas 8 linhas de campo a saírem da carga de 4 nC, e 18 linhas a saírem da carga de 9 nC.
A lei de Gauss é muito útil para calcular campos elétricos de sistemas com simetria.

## Campo de um plano

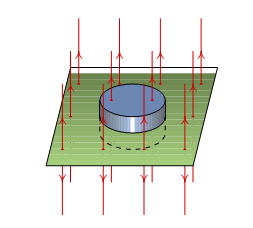
Cilindro imaginário usado para calcular o campo do plano.

Consideremos um plano, com carga distribuída uniformemente. Visto de lado, o plano aparece como um segmento de reta, e as linhas de campo serão semelhantes às linhas representadas no lado direito da figura ao lado.
Nas regiões perto do centro do plano, as linhas de campo são aproximadamente paralelas entre si. Quanto maior for o plano, maior será a região onde as linhas são aproximadamente paralelas..
No caso idealizado de um plano infinito, as linhas serão completamente paralelas e equidistantes, já que a aparência do plano seria a mesma em qualquer ponto.
Para calcular o campo elétrico usando a lei de Gauss, imaginamos um cilindro com as tampas paralelas ao plano, como se mostra na figura.
Nas paredes laterais do cilindro não existe fluxo elétrico, porque o campo é paralelo à superfície. Em cada uma das tampas circulares do cilindro, o campo é perpendicular e, com módulo constante, devido a que todos os pontos na tampa estão à mesma distância do plano. 
Assim, o fluxo em cada uma das tampas do cilindro é ,{\displaystyle A\,E} , em que A é a área da tampa, e o fluxo total através do cilindro é:
{\displaystyle \Phi _{\mathrm {e} }=2\,A\,E}
De acordo com a lei de Gauss, esse fluxo também deverá ser igual a:
{\displaystyle \Phi _{\mathrm {e} }=4\,\pi \,k\,Q}
Onde Q é a carga na parte do plano que está dentro do cilindro. Igualando as duas últimas equações obtemos o módulo do campo:
{\displaystyle E_{\mathrm {plano} }=2\,\pi \,k\,\sigma }
Em que {\displaystyle \sigma } é a carga superficial; nomeadamente, carga por unidade de área:
{\displaystyle \sigma ={\frac {Q}{A}}}

## Campo de um fio retilíneo

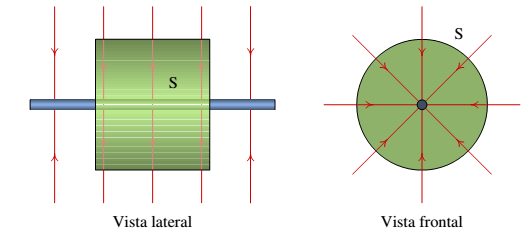
Linhas de campo de um cilindro com carga distribuída uniformemente, e superfície usada para calcular o campo.

Consideremos um fio retilíneo, muito comprido, com carga distribuída uniformemente. As linhas de campo deverão ser nas direções radiais. Imaginemos uma superfície fechada que é um cilindro de raio R e altura L, com eixo sobre o fio, como mostra a figura abaixo.
Nas tampas circulares do cilindro o fluxo é nulo, porque o campo é paralelo à superfície; na parede lateral do cilindro, o campo é perpendicular e com módulo constante.
{\displaystyle \Phi _{\mathrm {e} }=2\,\pi \,R\,L\,E}
onde E é o módulo do campo à distância R do fio. De acordo com a lei de Gauss, esse fluxo deverá ser também igual a:
{\displaystyle \Phi _{\mathrm {e} }=4\,\pi \,k\,Q}
onde Q é a carga do fio que está dentro do cilindro S. Igualando as duas equações anteriores,
obtemos o módulo do campo:
{\displaystyle {E_{\text{fio}}={\frac {2\,k\,\lambda }{R}}}}
em que {\displaystyle \lambda } é a carga linear (carga por unidade de comprimento): {\displaystyle \lambda =Q/L}

## Campo de uma esfera condutora
Numa esfera condutora, com carga Q e raio a, a força repulsiva entre as cargas do mesmo sinal, faz com que as cargas se distribuam em forma uniforme, na superfície da esfera. Existe assim simetria esférica, e as linhas de campo deverão apontar na direção radial..
Para calcular o campo, imaginamos uma esfera de raio r,concêntrica com a esfera condutora. . Na superfície dessa esfera, o campo será perpendicular, e com módulo constante E; consequentemente o fluxo será:
{\displaystyle \Phi _{\mathrm {e} }=4\,\pi \,r^{2}\,E}
Segundo a lei de Gauss, o fluxo através da esfera de raio r será nulo, se {\displaystyle r<a}, ou igual a {\displaystyle 4\,\pi \,k\,Q} se {\displaystyle r>a}.  Portanto, o campo elétrico é nulo, no interior da esfera. 
Fora da esfera o campo é:
{\displaystyle E={\frac {k\,Q}{r^{2}}}}
Que é idêntico ao campo produzido por uma carga Q concentrada no centro da esfera.<.

## Campo elétrico induzido
Um campo magnético variável no tempo induz um campo elétrico, e um campo elétrico variável induz um campo magnético.
O campo elétrico induzido é proporcional à derivada do fluxo magnético, e o campo magnético induzido é proporcional à derivada do fluxo elétrico. Quando um campo é uniforme, o fluxo através de uma superfície é maior se a superfície for perpendicular ao campo; isso implica que o campo induzido é perpendicular ao campo variável.

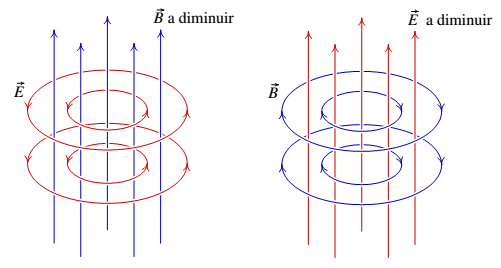
Campo elétrico induzido por um campo magnético uniforme mas variável(esquerda) e campo magnético induzido por um campo elétrico uniforme ,mas variável (direita).

A figura ao lado mostra o campo elétrico induzido por um campo magnético uniforme mas variável, e o campo magnético induzido por um campo elétrico uniforme e variável. No primeiro caso, devido ao sinal negativo , o campo elétrico induzido é no sentido oposto ao obtido com a regra da mão direita em relação à derivada do campo magnético; como o campo magnético está a diminuir, a derivada do campo aponta para baixo e a regra da mão direita indica rotação no sentido horário; portanto, as linhas do campo induzido estão orientadas no sentido anti-horário.
O sinal positivo do último termo implica que as linhas do campo magnético induzido seguem a regra da mão direita em relação ao aumento do campo elétrico. No caso do campo elétrico variável no lado direito da figura , como o campo está a diminuir, a derivada do campo elétrico aponta para baixo, e a regra da mão direita indica que o campo magnético induzido é no sentido horário.

## Propriedades das linhas de campo elétrico

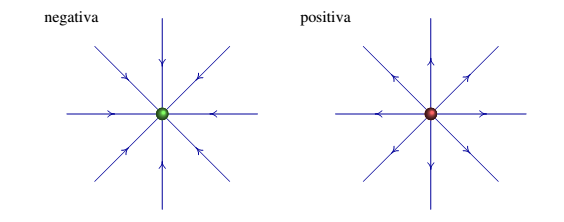
Linhas de campo elétrico perto de uma carga negativa (esquerda) e de uma carga positiva (direita).

O campo elétrico pode ser representado por vetores que indicam o valor do campo em vários pontos do espaço, como foi feito na figura acima. O problema com essa representação é que o campo varia rapidamente com a distância, o que faz com que o vetor seja muito grande em alguns pontos e muito pequeno em outros pontos.
A representação usando linhas de campo é mais conveniente. As linhas de campo seguem a direção do campo. Em cada ponto numa dessas curvas, o campo é tangente à curva e no sentido indicado pelas setas.

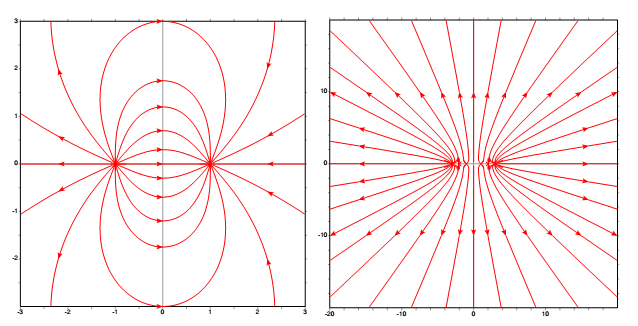
Campo elétrico criado por um dipolo (esquerda) e por um sistema de 7 cargas no segmento de reta entre x = - 3 e x = 3.

As linhas de campo elétrico têm várias propriedades:
- Perto de uma carga pontual positiva há linhas saindo em todas as direções e perto de uma carga negativa há linhas entrando em todas as direções;
- Duas linhas de campo nunca podem se cruzar; no ponto de cruzamento, o campo teria duas direções diferentes, o que não é possível;
- A matriz jacobiana correspondente ao campo elétrico é sempre simétrica. Isso implica que os valores próprios dessa matriz serão sempre reais e nunca complexos. Assim, os únicos pontos de equilíbrio que podem existir num campo elétrico são nós e pontos de sela.

Um nó pode ser atrativo ou repulsivo. Se for atrativo, será um ponto onde existe uma carga pontual negativa; se for repulsivo, será um ponto onde existe uma carga pontual positiva. Os pontos de sela são pontos onde o campo é nulo, mas não existe nenhuma carga nesse ponto. Outro exemplo, são as linhas de campo de um dipolo elétrico, formado por duas cargas iguais mas de sinais opostos. 